# Gouverneur von Neufrankreich
Der Gouverneur von Neufrankreich wurde vom König von Frankreich als oberster Diplomat und Organisator des Militärs sowie als Vertreter des Königs in den als Neufrankreich bezeichneten französischen Territorien in Nordamerika ernannt. Das Gebiet Neufrankreichs umfasste in den Jahren zwischen 1534 und 1763 neben dem Gebiet um den Sankt-Lorenz-Strom auch das Mississippi-Tal (Louisiana) und Akadien.
Die Armee, die seiner Verwaltung unterstand, bestand aus regulären französischen Soldaten, sowie aus Milizen, die im Falle eines Konflikts mit den indianischen Ureinwohnern oder den benachbarten englischen Kolonien rekrutiert wurden. Seine Rolle als Diplomat bezog sich sowohl auf die Beziehungen zu den Indianern als auch die zu den anderen Kolonien Nordamerikas. Ab 1663 setzte der König von Frankreich einen Obersten Rat ein, der sich neben dem Gouverneur aus dem Bischof, einem Intendanten von Neufrankreich und fünf, beziehungsweise zwölf Ratsmitgliedern zusammensetzte. Zunächst führte der Gouverneur den Vorsitz im Rat, ab 1675 wurde diese Aufgabe an den Intendanten übertragen, dessen Aufgabenbereich insbesondere die Justiz und die Finanzen umfassten.

## Gouverneure von Neufrankreich
| Amtszeit                                | Name                                                                | Titel                             | Bemerkung                           |
| --------------------------------------- | ------------------------------------------------------------------- | --------------------------------- | ----------------------------------- |
| 24. Juli 1534 – 15. Januar 1541         | Jacques Cartier                                                     | Gouverneur                        |                                     |
| 15. Januar 1541 – September 1543        | Jean-François de La Rocque, Sieur de Roberval                       | Generalleutnant                   |                                     |
| 12. Januar 1598 – Februar 1606          | Troilus de Mesgouez, Marquis de La Roche-Mesgouez                   | Generalleutnant                   |                                     |
| Februar 1606 – 1614                     | Jean de Biencourt, Baron de Saint-Just                              | Generalleutnant                   |                                     |
| August 1624 – Juli 1626                 | Émery de Caen                                                       | Gouverneur (provisorisch)         | 1. Amtszeit                         |
| Juli 1626 – 22. Juli 1629               | Samuel de Champlain                                                 | Gouverneur                        | 1. Amtszeit                         |
| 22. Juli 1629 – 4. März 1632            | Lewis Kirke                                                         | Gouverneur                        | unter britischer Herrschaft         |
| 20. April 1632 – 1. März 1633           | Émery de Caen                                                       | Gouverneur (provisorisch)         | 2. Amtszeit                         |
| 1. März 1633 – 25. Dezember 1635        | Samuel de Champlain                                                 |                                   | 2. Amtszeit                         |
| 25. Dezember 1635 – 11. Juni 1636       | Marc Antoine Jacques Bras-de-fer de Châteaufort                     | Gouverneur (provisorisch)         |                                     |
| 11. Juni 1636 – 19. August 1648         | Charles Jacques Huault de Montmagny                                 | Generalgouverneur                 |                                     |
| 20. August 1648 – 12. Oktober 1651      | Louis d’Ailleboust de Coulonge                                      | Generalgouverneur                 | 1. Amtszeit                         |
| 14. Oktober 1651 – 12. September 1657   | Jean de Lauzon                                                      | Generalgouverneur                 |                                     |
| September 1656 – 12. September 1657     | Charles de Lauzon de Charney                                        |                                   | Vertreter von Jean de Lauzon        |
| 13. September 1657 – 11. Juli 1658      | Louis d’Ailleboust de Coulonge                                      | Generalgouverneur (provisorisch)  | 2. Amtszeit                         |
| 11. Juli 1658 – 31. August 1661         | Pierre de Voyer d’Argenson, Vicomte d’Argenson                      | Generalgouverneur                 |                                     |
| 31. August 1661 – 23. Juli 1663         | Pierre du Bois d’Avaugour, Baron d’Avaugour                         | Generalgouverneur                 |                                     |
| 23. Juli 1663 – 15. August 1663         | François de Montmorency-Laval                                       | Bischof von Québec (provisorisch) | 1. Amtszeit                         |
| 15. August 1663 – 5. Mai 1665           | Augustin de Saffray de Mézy                                         | Generalgouverneur                 |                                     |
| 6. Mai 1665 – 12. September 1665        | Alexandre de Prouville, Marquis de Tracy                            | Generalleutnant (provisorisch)    |                                     |
| 12. September 1665 – 12. September 1672 | Daniel de Rémy de Courcelle                                         | Generalgouverneur                 |                                     |
| 12. September 1672 – 9. Mai 1682        | Louis de Buade, Comte de Frontenac                                  | Generalgouverneur                 | 1. Amtszeit                         |
| 9. Mai 1682 – 9. Oktober 1682           | François de Montmorency-Laval                                       | Bischof von Québec (provisorisch) | 2. Amtszeit                         |
| 9. Oktober 1682 – 10. März 1685         | Joseph-Antoine Le Febvre de La Barre                                | Generalgouverneur                 |                                     |
| 10. März 1685 – 1. August 1685          | Jacques de Meulles                                                  | Generalgouverneur (provisorisch)  |                                     |
| 1. August 1685 – 12. August 1689        | Jacques-René de Brisay, Marquis de Denonville                       | Generalgouverneur                 |                                     |
| 12. August 1689 – 28. November 1698     | Louis de Buade, Comte de Frontenac                                  | Generalgouverneur                 | 2. Amtszeit                         |
| 29. November 1698 – 26. Mai 1703        | Louis-Hector de Callière Bonnevue                                   | Generalgouverneur                 | bis 14. September 1699 provisorisch |
| 27. Mai 1703 – 10. Oktober 1725         | Philippe de Rigaud, Marquis de Vaudreuil                            | Generalgouverneur                 | bis 16. September 1705 provisorisch |
| 1714 – 1716                             | Claude de Ramezay                                                   |                                   | Vertreter von Philippe de Rigaud    |
| 10. Oktober 1725 – 11. Januar 1726      | Charles LeMoyne de Longueuil, Baron de Longueuil                    | Generalgouverneur (provisorisch)  | 1. Amtszeit                         |
| 11. Januar 1726 – 19. September 1747    | Charles de la Boische, Marquis de Beauharnois                       | Generalgouverneur                 |                                     |
| 19. September 1747 – 15. August 1749    | Rolland-Michel Barrin, Comte de La Galissonière                     | Generalgouverneur (provisorisch)  |                                     |
| 15. August 1749 – 17. März 1752         | Jacques-Pierre de Taffanel de la Jonquière, Marquis de La Jonquière | Generalgouverneur                 |                                     |
| 17. März 1752 – Juli 1752               | Charles LeMoyne de Longueuil, Baron de Longueuil                    | Generalgouverneur (provisorisch)  | 2. Amtszeit                         |
| Juli 1752 – 10. Juli 1755               | Michel-Ange Duquesne de Menneville, Marquis de Duquesne             | Generalgouverneur                 |                                     |
| 10. Juli 1755 – 8. September 1760       | Pierre de Rigaud, Marquis de Vaudreuil-Cavagnal                     | Generalgouverneur                 |                                     |
| 8. September 1760 – 10. Februar 1763    | Jeffrey Amherst                                                     | Generalgouverneur                 | unter britischer Herrschaft         |